# Rivière Mistassibi Nord-Est
Rivière Mistassibi Nord-Est är ett vattendrag i Kanada.   Det ligger i provinsen Québec, i den östra delen av landet, 500 km nordost om huvudstaden Ottawa.
I omgivningarna runt Rivière Mistassibi Nord-Est växer i huvudsak blandskog. Trakten runt Rivière Mistassibi Nord-Est är nära nog obefolkad, med mindre än två invånare per kvadratkilometer.